# خانه ابراهیم امیری
خانه ابراهیم امیری مربوط به دوره قاجار است و در بوشهر، خیابان انقلاب، محله بهبهانی، پلاک ۶ واقع شده و این اثر در تاریخ ۲۴ فروردین ۱۳۸۲ با شمارهٔ ثبت ۸۲۸۸ به‌عنوان یکی از آثار ملی ایران به ثبت رسیده است.